# Morinë
Morinë – albańska osada położona w obwodzie Kukës i okręgu o tej samej nazwie. Znajduje się na granicy albańsko-kosowskiej. Przez Morinë będzie przebiegać autostrada Albania-Kosowo.